# Групама Арена
«Гру́пама Аре́на» (венг. Groupama Aréna) — многофункциональный стадион в Будапеште. Является домашним стадионом для сборной Венгрии по футболу и футбольной команды «Ференцварош». Вместимость стадиона составляет 23 700 мест, что делает его вторым по величине стадионом в Венгрии после стадиона «Арена Пушкаш». Арена построена на месте старого стадиона «Альберт Флориан» — бывшего домашнего стадиона клуба «Ференцварош», снесённого в 2013 году.

## История

### История строительства
С 1911 года «Ференцварош» проводил домашние игры на стадионе «Альберт Флориан», называвшемся тогда «Стадион на Иллёйской улице» («Üllői úti Stadion»). Стадион перенёс капитальную перестройку в 1971—1974 годах, а в XXI веке клуб решил увеличить вместимость арены. Реконструкция «Альберта Флориана» была отвергнута по финансовым соображениям, и планы разрушить старый стадион и построить на его месте полностью новое здание были представлены на пресс-конференции в апреле 2012 года Габором Кубатовым, президентом «Ференцвароша». Предполагаемая вместимость в 22 600 человек должна была сделать новый стадион вторым Венгрии.

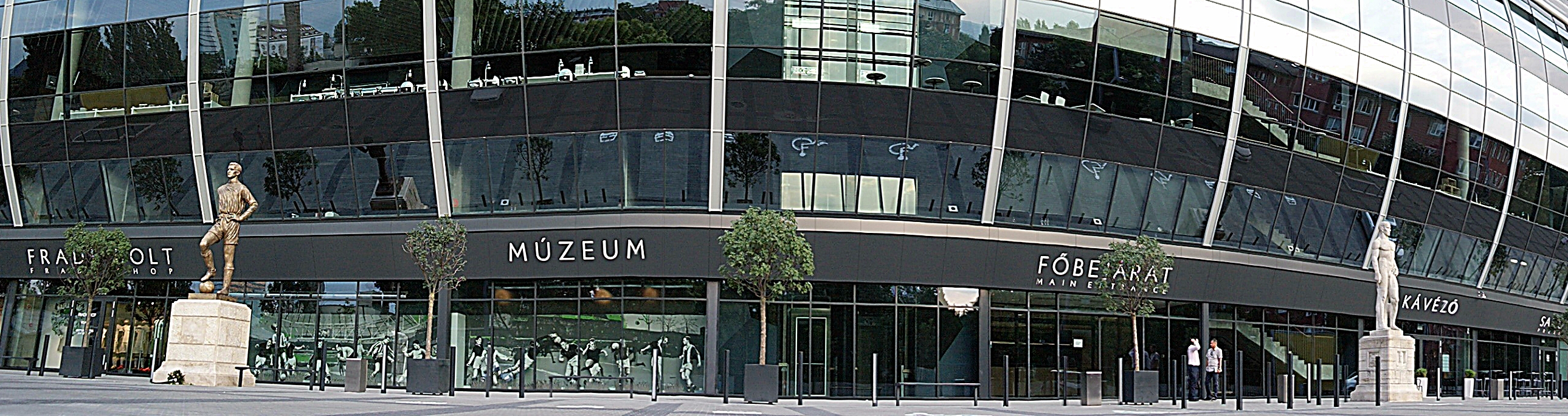
Главный вход на «Групама Арену» со статуей Флориана Альберта (слева) и статуей Ференца Спрингера (справа).

Новый стадион должен был быть повёрнут на 90°, перенесён чуть ближе к улице Дьяли, а газон опущен на 10 см ниже уровня земли. Были запланированы места общественного питания, ресторан, магазин и музей, также были спроектированы командные раздевалки увеличенного размера.
Компания «Market építő Zrt» выиграла тендер на возведение стадиона с проектной стоимостью в 13,5 миллиардов венгерских форинтов. Строительство началось 27 марта 2013 года. Работы предполагалось завершить осенью 2014 года.
24 мая 2013 года Балаж Фюрйеш, член Венгерского парламента и ответственный за инвестиции, объявил, что строительство будет завершено в срок. В 2013 году было выделено 5,4 миллиарда форинтов, а в 2014 оставшиеся 8,1 миллиарда. Михай Варга, министр национальной экономики Венгрии, заявил, что продажа недвижимости, построенной на месте, освобождённом с помощью поворота стадиона на 90°, полностью покроет стоимость строительства. Если строительство не будет завершено в срок, то компания-застройщик будет обязана выплачивать 65 миллионов форинтов ежедневно.
Во время строительства произошёл инцидент, напомнивший, что Будапешт был местом тяжёлых боёв советской армии и гитлеровских войск. Мелинда Варконьи, специалист венгерской армии по строительным работам, заявила, что 82-миллиметровая граната была найдена на месте строительства. Боеприпас предположительно сохранился со времён Второй мировой войны и был советского происхождения.
3 октября 2013 года Балаж Фюрйеш сообщил, что строительство идёт рекордными темпами и можно с уверенностью утверждать, что клуб начнёт сезон 2014—2015 чемпионата Венгрии по футболу на новом стадионе. В клубном центре «Ференцвароша» болельщики могли ознакомиться с планами нового стадиона и посмотреть 3D-фильм о будущей арене. Балаж Фюрйеш также рассказал, что новый стадион будет многофункциональным и помимо футбольных матчей на нём будут проходить концерты, конференции и прочие культурные события. Фюрйеш упомянул, что элементы старого стадиона «Альберт Флориан» будут использованы для строительства новой арены. Таким образом, во-первых, будет сохранён зелёный цвет в оформлении арены (зелёный — клубный цвет «Ференцвароша»), а во-вторых, это послужит целям сохранения окружающей среды. Строительство стадиона дало работу почти двум тысячам «синих воротничков».
17 января 2014 года новые фотографии стадиона были выложены на странице «стадиона Альберта» в Фейсбуке.
18 апреля 2014 года было объявлено, что трёхметровая статуя игрока «Ференцвароша» Флориана Альберта, обладателя «Золотого мяча», будет воздвигнута у главного входа. Автором бронзовой статуи стал художник и скульптор Шандор Клигл. Он рассказал, что видел игру легендарного футболиста собственными глазами, и на стадион стоило ходить только ради этого. Он выполнил много работ, но эта для него — особенная. Флориан Альберт-младший отметил, что смотреть на статую отца — это очень трогательный момент.
Новый стадион получил престижную награду «Stadium Business Awards» в категории «Новые стадионы 2014» (New Venue of the Year 2014).

### Название стадиона
В апреле 2014 года Lagardère Unlimited Stadium Solutions, компания, принадлежащая Lagardère Unlimited, специализирующаяся на управлении стадионами, подписала долгосрочный контракт с французской страховой компанией Groupama.
Lagardère Unlimited Stadium Solutions занимается консалтингом, а также управляет маркетинговыми и операционными процессами на нескольких стадионах по всему миру, включая «Коммерцбанк-Арену» во Франкфурте, «Фолькспаркштадион» в Гамбурге и два стадиона в Бразилии. 2 июля 2014 года было объявлено, что новый стадион будет называться «Групама Арена» (Groupama Aréna). Это имя стадион будет носить не менее, чем семь лет с момента подписания соглашения с французской компанией. Так как бюджет строительства был ограничен и общественность была против того, чтобы деньги на строительство брались из местного бюджета, то решение о коммерческом наименовании было принято жителями Будапешта положительно. Но болельщики «Ференцвароша», относящиеся к организованным фанатским группировкам, были против этого решения о переименовании. Они хотели сохранения старого названия — стадион «Альберт Флориан». Когда Альберт, легенда клуба, умер в 2011 году, стадион был полностью заполнен болельщиками, пришедшими отдать дань памяти игроку и держащими зажжённые свечи.
Клуб объявил, что одно из помещений стадиона будет названо в честь ещё одного легендарного игрока «Ференцвароша» и «Барселоны» — Ласло Кубала, игравшего за «Ференцварош» в 1945—1946 годах и забившего 33 гола в 50 матчах.

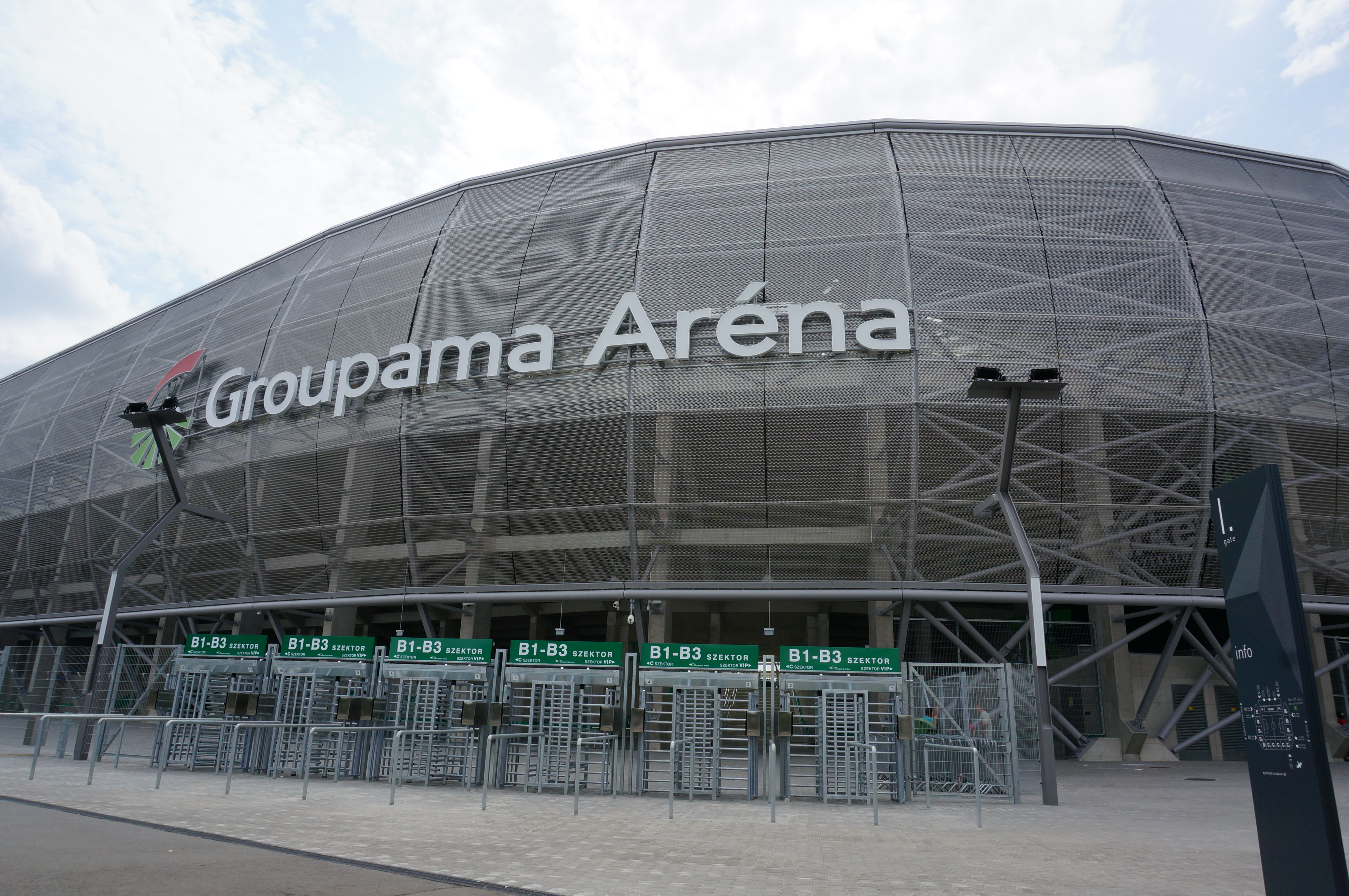
Вход со стороны Иллёйской улицы

### Первые матчи
7 июля 2014 года было объявлено, что первый удар по мячу на поле нового стадиона будет сделан легендой «Ференцвароша», Ференцем Рудашем. 4 августа 2014 года на стадионе прошёл первый неофициальный матч, который посмотрели 6500 зрителей. Команда ветеранов «Ференцвароша», среди которых были такие игроки, как Йожеф Сеилер, Йожеф Дзурьяк, Петер Липчеи, Андраш Телек и Кристиан Листеш, встретилась с командой ветеранов их традиционных соперников — клуба «Уйпешт». За «Уйпешт» играли Золтан Ковач, Золтан Слезак, Чаба Фехер, Габор Эгреши и Геза Месёй. Матч закончился со счётом 6-5 в пользу «Уйпешта». Билеты были бесплатными для тех болельщиков, которые приобрели сезонный абонемент, а также для рабочих, которые участвовали в постройке стадиона, и их родственников.
10 августа 2014 года «Ференцварош» сыграл в матче открытия против «Челси». Первый гол на новом стадионе забил на 17-й минуте легенда «Ференцвароша» Золтан Гера. Во втором тайме голы Рамиреса (51-я минута) и Сеска Фабрегаса (81-я минута) установили окончательный счёт 2-1 в пользу гостей.. В тот же день около 2500 болельщиков «Ференцвароша» из объединения ультрас «B-Közép» организовали и провели альтернативный матч на стадионе команды «BKV Előre SC» в знак протеста против высоких цен на билеты, введения усиленных мер по слежке за болельщиками (руководство «Ференцвароша» анонсировало систему сбора биометрических данных для каждого посетителя матчей), а также того, что на первый матч был приглашён клуб «Челси», а не принципиальные соперники — венский «Рапид». Команды состояли из болельщиков «Ференцвароша» и «Рапида».
24 августа 2014 года на стадионе был сыгран первый матч чемпионата Венгрии по футболу. «Ференцварош» победил клуб «Ньиредьхаза Шпартакуш» со счётом 3-1. Первый гол был забит Аттилой Бусаи на 13-й минуте.
7 сентября 2014 года сборная Венгрии сыграла первый матч на стадионе против сборной Северной Ирландии. Матч квалификационного раунда к Евро 2016 закончился победой гостей со счётом 2-1. 14 ноября сборная Венгрии выиграла свой первый матч на новом стадионе, победив в отборочном матче чемпионата Европы сборную Финляндии со счётом 1-0 благодаря голу Золтана Гера на 84-й минуте.
9 июля 2015 года «Ференцварош» сыграл свой первый официальный международный матч на «Групама Арене» против нидерландских «Гоу Эхед Иглз» в ответном матче первого квалификационного раунда Лиги Европы 2015/2016. Хозяева победили 4-1.
20 мая 2016 года на стадионе впервые сыграла команда, не являющаяся членом УЕФА. В этом матче сборная Венгрии сыграла против команды Кот-д’Ивуара; матч закончился нулевой ничьей.

## Характеристики спортивной арены
«Групама Арене» была присвоена четвёртая категория УЕФА, позволяющая проводить на ней матчи чемпионата Венгрии, Кубка Венгрии, квалификации чемпионата Европы по футболу, квалификации чемпионата мира, групповую стадию и четвертьфинал Лиги Чемпионов УЕФА. Кроме того, стадион может принять чемпионат мира по футболу среди юношеских команд и чемпионат мира по футболу среди молодёжных команд.
Вместимость арены составляет 23 800 мест для матчей внутреннего чемпионата и кубка и 22 000 мест для матчей под эгидой УЕФА и ФИФА. Разницу составляют стоячие места на центральной трибуне Б и на секторе гостей. Территория стадиона занимает 19 042 м², включая поле площадью 28 746,5 м². Строительство заняло 14 месяцев. Было изъято 60 000 м³ земли. Использовано 24 492 м³ бетона и 2708 тонн металлоконструкций. Металлоконструкции были произведены в Кечкемете, а бетон в Дунайвароше.
Крыши над трибунами оформлены металлическими листами. Фасад состоит из множества горизонтальных металлических полос, кроме фасада главной центральной трибуны. У неё фасад забран стеклом. Подтрибунное пространство западной стороны занимает четыре этажа. На них расположены клубный музей, клубный магазин, офисы и коммерческая зона. Под этой же трибуной расположена трёхуровневая парковка на 370 мест. У входа есть дополнительная стоянка на 106 мест. Сразу за стадионом также расположена парковка на 405 мест.

## Стоимость
Стоимость строительства «Групама Арены» — 53,3 миллиона долларов США. Таким образом, цена одного места — 1996 долларов. В 2014 году арена была пятой по этому показателю, а по общей стоимости — шестой в десятке самых недорогих стадионов. Стадион «Надьердеи» венгерского клуба «Дебрецен» стал более дешёвым по общей стоимости, но не смог улучшить показатель стоимости на одно место.

## Используемые технологии
При укладке газона использовалась технология «Fibresand». После исследования почвы на стадионе шотландской лабораторией была разработана смесь из песка и плодородного слоя почвы, оптимальная для роста травы. После укладки смеси слой земли прошивается полипропиленовыми волокнами толщиной в несколько микронов. Подобная технология использовалась на «Олд Траффорде», а также на стадионах команд «Ньюкасл», «Фулхэм», «Хоффенхайм» и других. Это позволяет газону выдерживать повышенные нагрузки; вытаптывается такое покрытие медленнее обычного газона. Компьютерная система следит за ростом травы, и в случае необходимости специальные лампы помогают его ускорить. Газон оснащён подогревом, рассчитанным на самые суровые зимы.
На арене реализована самая продвинутая на сегодняшний день технология биометрической васкулярной идентификации (идентификации по рисунку вен). Каждый посетитель арены обязан завести пластиковую карточку болельщика, на которой будет указано его имя и нанесена фотография. Процесс изготовления занимает несколько минут. Лишь имеющие карточку могут купить билет. Абонементы привязываются к карте. Система контроля доступа удостоверяет, что именно владелец карты болельщика проходит на стадион по предъявленному билету.
Ещё одним техническим новшеством, впервые в мире реализованным на «Групама Арене», явились специальные комфортные антивандальные кресла польской системы «Abacus». Кресла отличаются повышенной сопротивляемостью к внешним воздействиям — как погодным, так и механическим.
Арена оснащена двумя большими табло, по 63 м² каждое. На стадионе установлена технология определения гола «GoalControl-4D», использовавшаяся в Бразилии во время чемпионата мира 2014 года. В раздевалках установлена система анализа матча «Tracab Online», позволяющая анализировать телевизионную запись матча прямо во время игры либо в перерыве. Доступна статистика по количеству ударов по воротам, количеству пасов, пробегу игроков и т. п.
На арене действует безденежная система расчёта за товары и услуги с помощью карт болельщика. Болельщики могут пополнить запас средств на своих картах с помощью Интернета либо в кассах на стадионе. На стадионе доступен бесплатный вайфай. Можно скачать приложения для смартфонов с информацией о «Ференцвароше» и «Групама Арене». Существует возможность отправки смс на стадионные табло прямо во время матчей или иных мероприятий. Микрофоны измеряют громкость звуковой поддержки болельщиками, и результаты выводятся на табло. Также арена оснащена 220 жидкокристаллическими экранами. «Групама Арена» имеет свой собственный медиацентр на 80 человек. Зал для пресс-конференций оснащён всем необходимым видеооборудованием и имеет прямой выход на трибуны.

## Скульптуры на стадионе

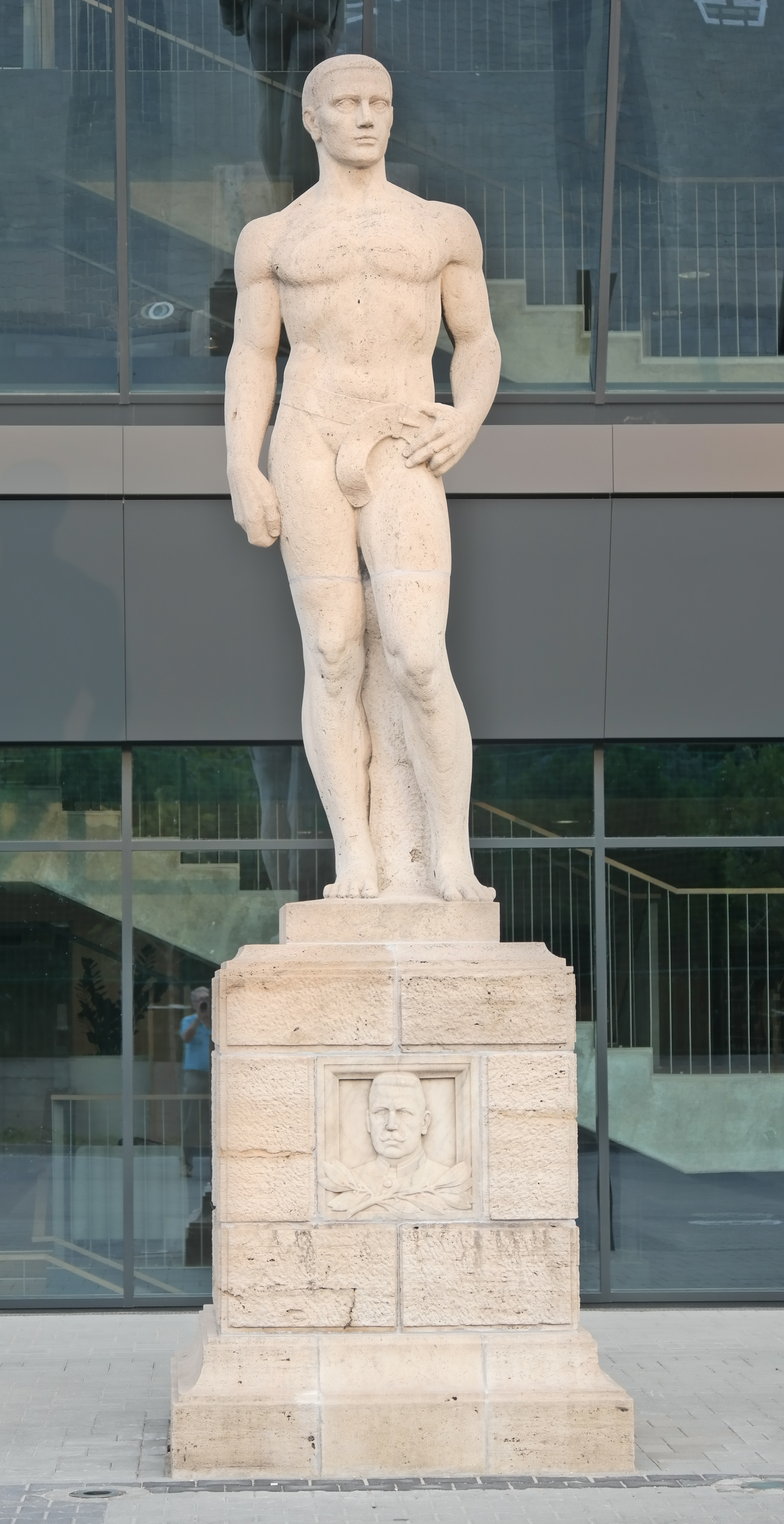
Статуя Спрингера, первого президента «Ференцвароша».

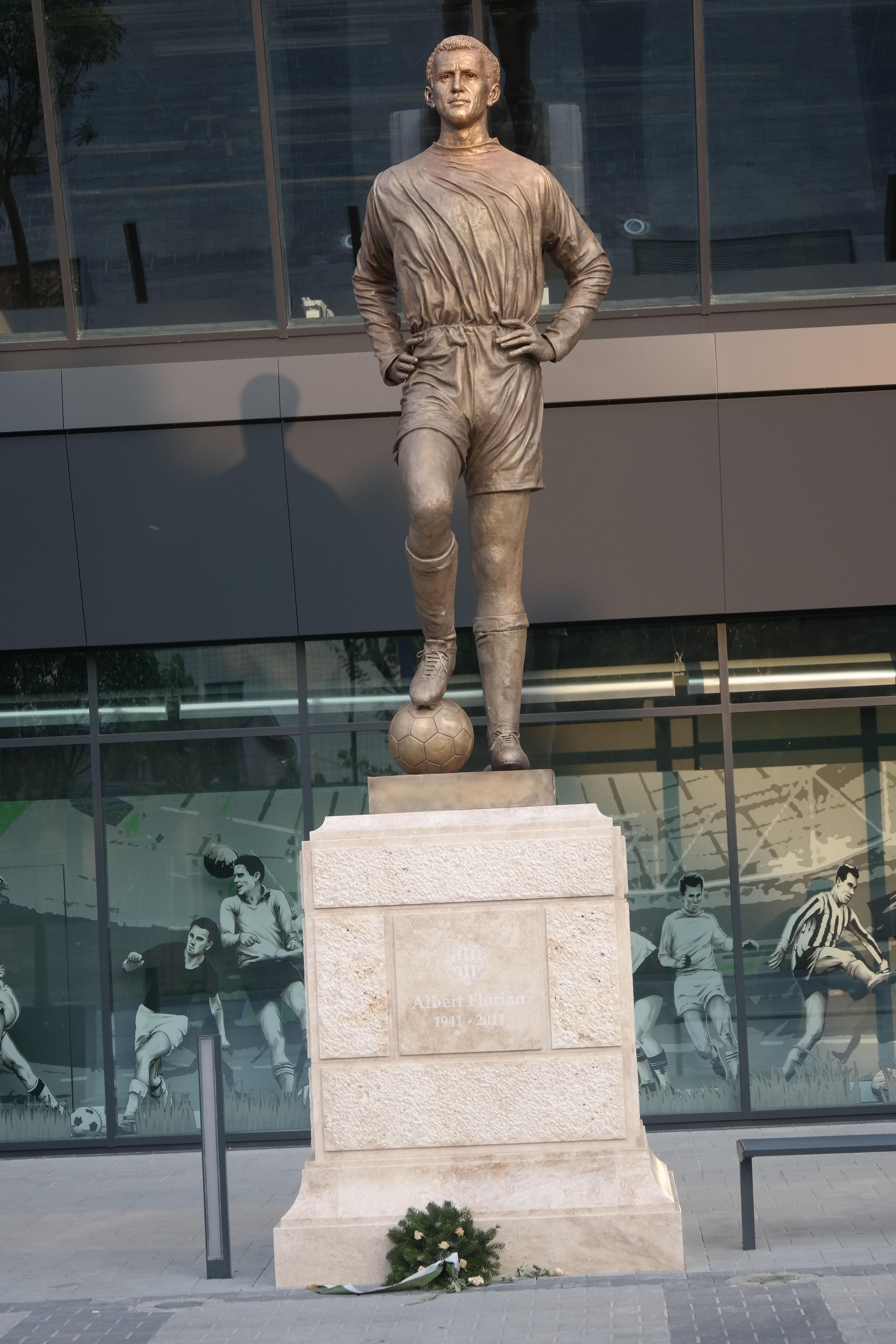
Статуя обладателя Золотого мяча Флориана Альберта перед главным входом.

### Статуя Ференца Спрингера
Перед главным входом на стадион расположены две скульптуры, изображающие знаменитых игроков клуба «Ференцварош» Ференца Спрингера и Альберта Флориана. Ференц Спрингер основал футбольный клуб «Ференцварош» в 1899 году. Статую изваял скульптор Матраи Лайош. На постаменте статуи расположен барельефный портрет Спрингера работы известного венгерского скульптора Берана Лайоша (любопытно, что брат Лайоша, Беран Йожеф, был первым капитаном команды «Ференцвароша»).

### Статуя Альберта Флориана
Один из величайших венгерских футболистов, Альберт Флориан, обладатель Золотого мяча, увековечен в 3,5-метровой бронзовой статуе работы Шандора Клигла. Статуя была открыта 7 августа 2014 года.

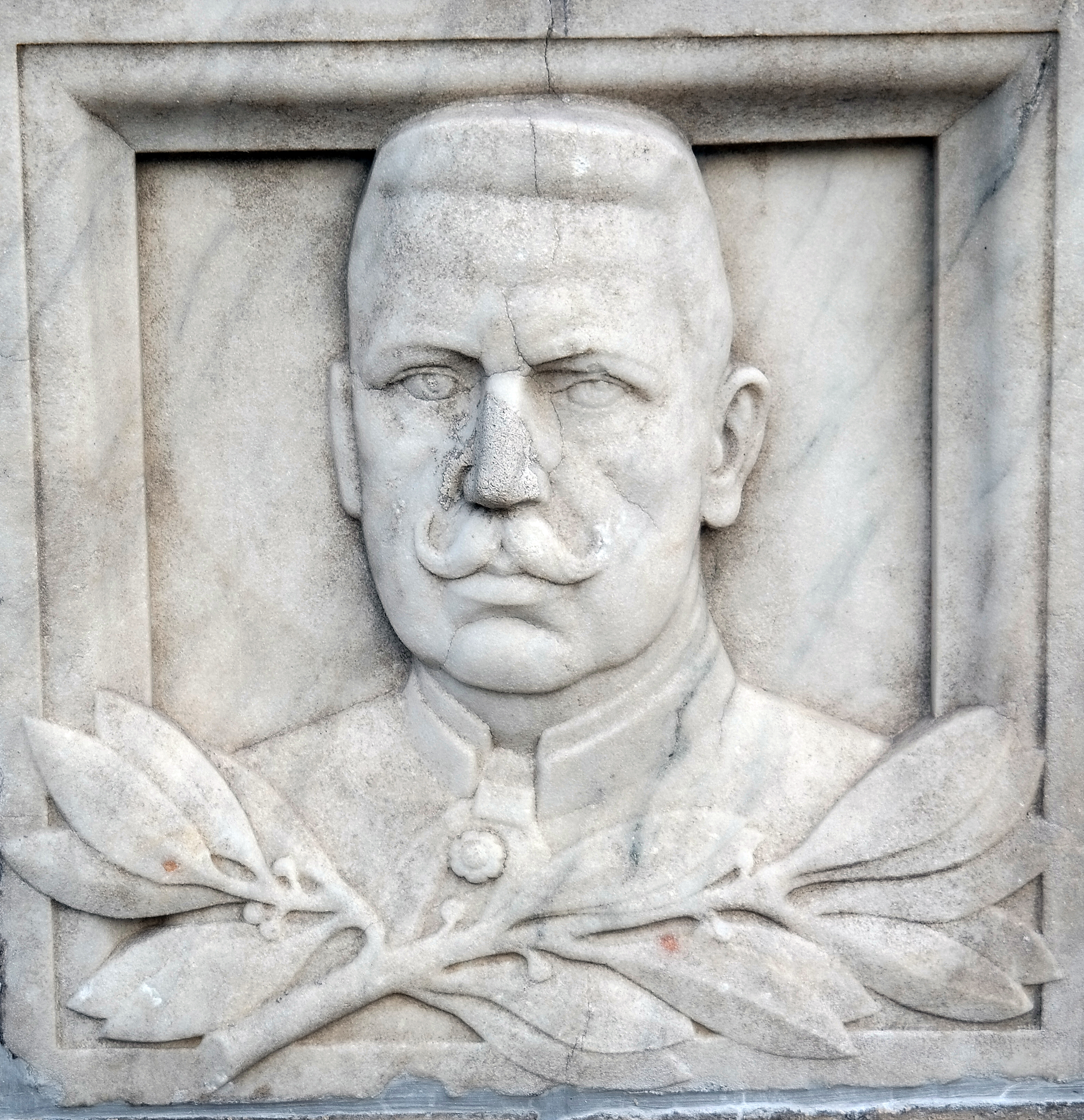
Барельеф с изображением Ференца Спрингера.

### Орёл Фради
На площади перед главным входом воздвигнуто скульптурное изображение талисмана клуба «Ференцварош» — орла. Орёл сидит на футбольном мяче. Высота скульптуры — 16 метров, вес — 15 тонн. Автор работы — скульптор Сёке Габор Миклош.

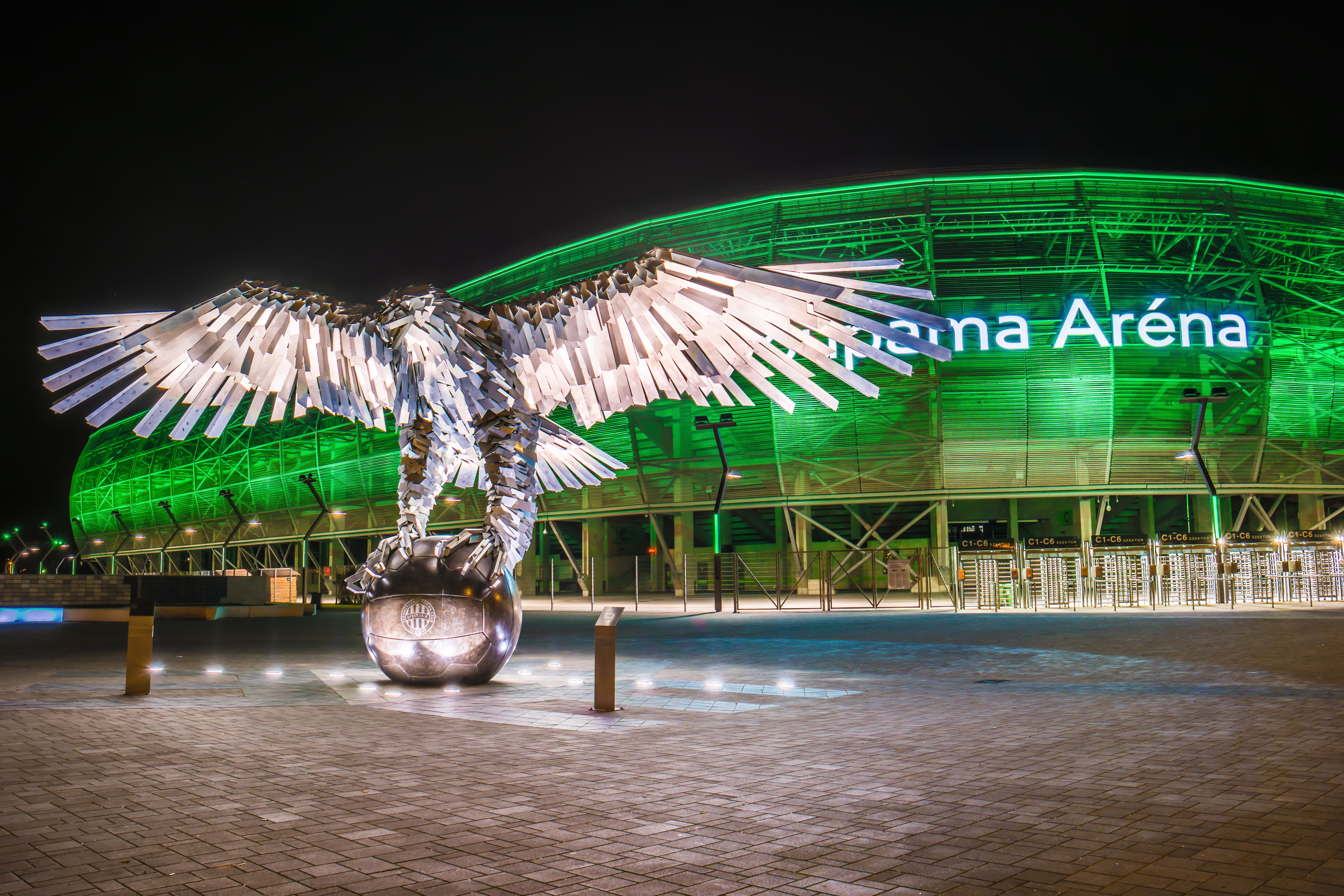
Скульптурное изображение талисмана «Ференцвароша» — орла.

## Музей и магазин
7 августа 2014 был открыт музей «Фради». Посетители музея могут детально ознакомиться с историей «Ференцвароша», увидеть кубки, трофеи и флаги разных периодов истории. В их числе можно увидеть «Золотой мяч» Флориана Альберта 1967 года, Кубок Митропы 1937 года, «Серебряную бутсу» Тибора Ньилаши, трофей Кубка ярмарок 1965 и множество других.
У главного входа на стадион расположен клубный магазин «Ференцварош», в котором продаются товары с логотипом и цветами клуба.

## Расположение и транспорт
«Групама Арена» расположена в IX районе Будапешта. Рядом со стадионом проходит Линия 3 Будапештского метрополитена. Ближайшая станция метро называется «Неплигет». Один из выходов станции ведёт прямо на небольшую площадь перед главным входом на стадион.
| Транспорт | Станция/Остановка | Линия/Маршрут            | Пешая дистанция от «Групама Арена» |
| --------- | ----------------- | ------------------------ | ---------------------------------- |
| Метро     | Неплигет          | Синяя                    | 100 м (2 минуты)                   |
| Трамвай   | Неплигет          | 1                        | 100 м (2 минуты)                   |
| Автобус   | Неплигет          | 901 914 914A 918 937 950 | 100 м (2 минуты)                   |

## Матчи

### Знаковые матчи
| 10 августа 2014 | «Ференцварош» | 1:2   | «Челси»                          | Будапешт, Венгрия                                                           |
|                 | Гера 17′      | Отчёт | Рамирес 51′ · Фабрегас, Сеск 81′ | Стадион: Товарищеский матч Матч открытия Зрителей: 20 000 Судья: Иштван Вад |

| 24 августа 2014 | «Ференцварош»                     | 3:1   | «Ньиредьхаза Шпартакуш» | Будапешт, Венгрия                                                                                      |
|                 | Бусаи 13′ · Гера 28′ · Матеос 67′ | Отчёт | Байзат 78′              | Стадион: Чемпионат Венгрии сезона 2014/2015 Первый официальный матч Зрителей: 12 128 Судья: Иштван Вад |

| 17 сентября 2014 | «Ференцварош»        | 2:0   | «Залаэгерсег» | Будапешт, Венгрия                                                                            |
|                  | Уграи 34′ · Надь 82′ | Отчёт |               | Стадион: Лигакупа 2014/2015 Первый матч Кубка Лиги Венгрии Зрителей: 437 Судья: Йожеф Бергер |

| 4 марта 2015 | «Ференцварош»                             | 5:0   | «Чаквар» | Будапешт, Венгрия                                                                             |
|              | Бусаи 7′ 62′ 70′ · Лама 37′ · Рамирез 64′ | Отчёт |          | Стадион: Кубок Венгрии по футболу 2014/2015 Первый кубковый матч Зрителей: 3514 Судья: Карако |

| 9 июля 2015 | «Ференцварош»                                | 4:1   | «Гоу Эхед Иглз» | Будапешт, Венгрия                                                                                |
|             | Гера 4′ · Бёде 20′ · Бусаи 45′ · Харасти 89′ | Отчёт | Туруч 90+3′     | Стадион: Лига Европы УЕФА 2015/2016 Первый матч Лиги Европы УЕФА Зрителей: 0 Судья: Боян Панджич |

| будет в июле 2016 | «Ференцварош» | -:- | - | Будапешт, Венгрия                                                      |
|                   |               |     |   | Стадион: Лига чемпионов УЕФА 2016/2017 Первый матч Лиги Чемпионов УЕФА |

### Финалы Кубка Венгрии
| 20 мая 2015 Кубок Венгрии по футболу 2014/2015 | «Видеотон» | 0:4   | «Ференцварош»                                         | Будапешт, Венгрия                     |
|                                                |            | Отчёт | Варга 54′ · Лама 60′ · Батик 70′ · Солноки 87′ (авт.) | Зрителей: 15 127 Судья: Золтан Иваньи |

| 7 мая 2016 Кубок Венгрии по футболу 2015/2016 | «Уйпешт» | 0:1   | «Ференцварош» | Будапешт, Венгрия                     |
|                                               |          | Отчёт | Гера 78′      | Зрителей: 19 000 Судья: Золтан Иваньи |

### Матчи сборной Венгрии
| 7 сентября 2014 Евро-2016. Отборочный раунд (группа F) | Венгрия     | 1:2   | Северная Ирландия          | Будапешт, Венгрия                                              |
| 18:00 CET                                              | Пришкин 75′ | Отчёт | Макгинн 81′ · Лафферти 88′ | Стадион: «Групама Арена» Зрителей: 20 672 Судья: Айтекин Дениц |

| 14 ноября 2014 Евро-2016. Отборочный раунд (группа F) | Венгрия  | 1:0   | Финляндия | Будапешт, Венгрия                                              |
| 20:45 CET                                             | Гера 84′ | Отчёт |           | Стадион: «Групама Арена» Зрителей: 19 500 Судья: Клеман Тюрпен |

| 18 ноября 2014 Товарищеский матч | Венгрия     | 1:2   | Россия                       | Будапешт, Венгрия                                            |
| 20:30 CET                        | Николич 86′ | Отчёт | Игнашевич 49′ · Кержаков 80′ | Стадион: «Групама Арена» Зрителей: 4000 Судья: Джюнейт Чакыр |

| 29 марта 2015 Евро-2016. Отборочный раунд (группа F) | Венгрия | 0:0   | Греция | Будапешт, Венгрия                                               |
| 20:45 CEST                                           |         | отчёт |        | Стадион: «Групама Арена» Зрителей: 22 000 Судья: Сергей Карасёв |

| 4 сентября 2015 Евро-2016. Отборочный раунд (группа F) | Венгрия | 0:0   | Румыния | Будапешт, Венгрия                                            |
| 20:45 CEST                                             |         | отчёт |         | Стадион: «Групама Арена» Зрителей: 22 000 Судья: Феликс Брих |

| 8 октября 2015 Евро-2016. Отборочный раунд (группа F) | Венгрия       | 2:1   | Фарерские острова | Будапешт, Венгрия                                                   |
| 20:45 CEST                                            | Бёде 63′, 71′ | отчёт | Якобсен 11′       | Стадион: «Групама Арена» Зрителей: 16 175 Судья: Роберт Шёргенхофер |

| 15 ноября 2015 Евро-2016. Стыковые матчи | Венгрия                            | 2:1   | Норвегия      | Будапешт, Венгрия                                                        |
| 20:45 CEST                               | Пришкин 14′ · Хенриксен 83′ (авт.) | Отчёт | Henrisken 87′ | Стадион: «Групама Арена» Зрителей: 22 000 Судья: Карлос Веласко Карбальо |

| 26 марта 2016 Товарищеский матч | Венгрия     | 1:1   | Хорватия      | Будапешт, Венгрия                                               |
| 18:00 CET                       | Джуджак 79′ | отчёт | Манджукич 29′ | Стадион: «Групама Арена» Зрителей: 22 000 Судья: Радек Пршигода |

| 20 мая 2016 Товарищеский матч | Венгрия | 0:0   | Кот-д’Ивуар | Будапешт, Венгрия                                                |
| 18:00 CET                     |         | Отчёт |             | Стадион: «Групама Арена» Зрителей: 19 900 Судья: Владо Глоджёвич |

| 7 октября 2016 ЧМ-2018. Отборочный раунд (группа B) | Венгрия | –:– | Швейцария | Будапешт, Венгрия        |
| 20:45 CET                                           |         |     |           | Стадион: «Групама Арена» |

| 13 ноября 2016 ЧМ-2018. Отборочный раунд (группа B) | Венгрия | –:– | Андорра | Будапешт, Венгрия        |
| 20:45 CET                                           |         |     |         | Стадион: «Групама Арена» |

## Статистика посещаемости
| Сезон   | Средняя |
| ------- | ------- |
| 2014-15 | 6,501   |
| 2015-16 | 7,737   |